# Ytterby station
Ytterby station är en järnvägsstation på  Bohusbanan i Ytterby, Kungälvs kommun som öppnade 1907. Stationen är en knutpunkt för buss- och järnvägstrafik. Avståndet till Göteborg C är 21 km (ca 17 minuter) och till Stenungsund 26 km (ca 20 minuter). På den intilliggande busstationen stannar ett antal busslinjer, däriblad linje 242 som trafikerar direkt in till centrala Göteborg under rusningstrafik samt lokalbuss 1 och 2. Utöver dessa går även ett antal busslinjer som trafikerar olika delar av Kungälvs kommun, exempelvis linje 302, 303, 920, 926, 927 och 928.